# Parafia Nawiedzenia Najświętszej Maryi Panny w Rogowie
Parafia Nawiedzenia Najświętszej Maryi Panny w Rogowie – parafia rzymskokatolicka, znajdująca się w diecezji kieleckiej, w dekanacie nowokorczyńskim.